# Munții Pădurea Turingiei

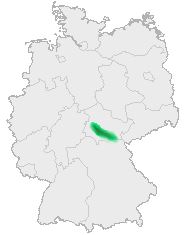
Amplasarea „Munţii Pădurea Turingiei”

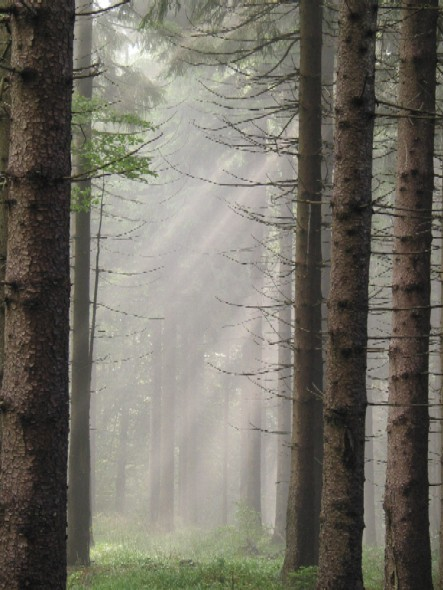
Thüringer Wald la Oberhof

Munții Pădurea Turingiei (în germană Thüringer Wald) sunt munți de înălțime medie, ce aparțin de grupa Mittelgebirge situați în randul Turingia. Lanțul muntos are o lungime de 150 km și lățimea medie de 35 km. Limita de vest a munților este marcată prin orașul Neustadt am Rennsteig. Thüringer Wald și Thüringer Schiefergebirge se întind ca lanțuri muntoase limitați la nord-vest de Werra și de munții Frankenwald în sud-est.
Munții Pădurea Turingiei alcătuiesc cumpăna apelor ce separă bazinul râurilor Elba în nord, iar în sud Weser (Werra), respectiv Rin (Main).
Munții mai înalți sunt Große Beerberg (982 m) lângă Suhl, Große Inselsberg (916 m) și Schneekopf (978 m).

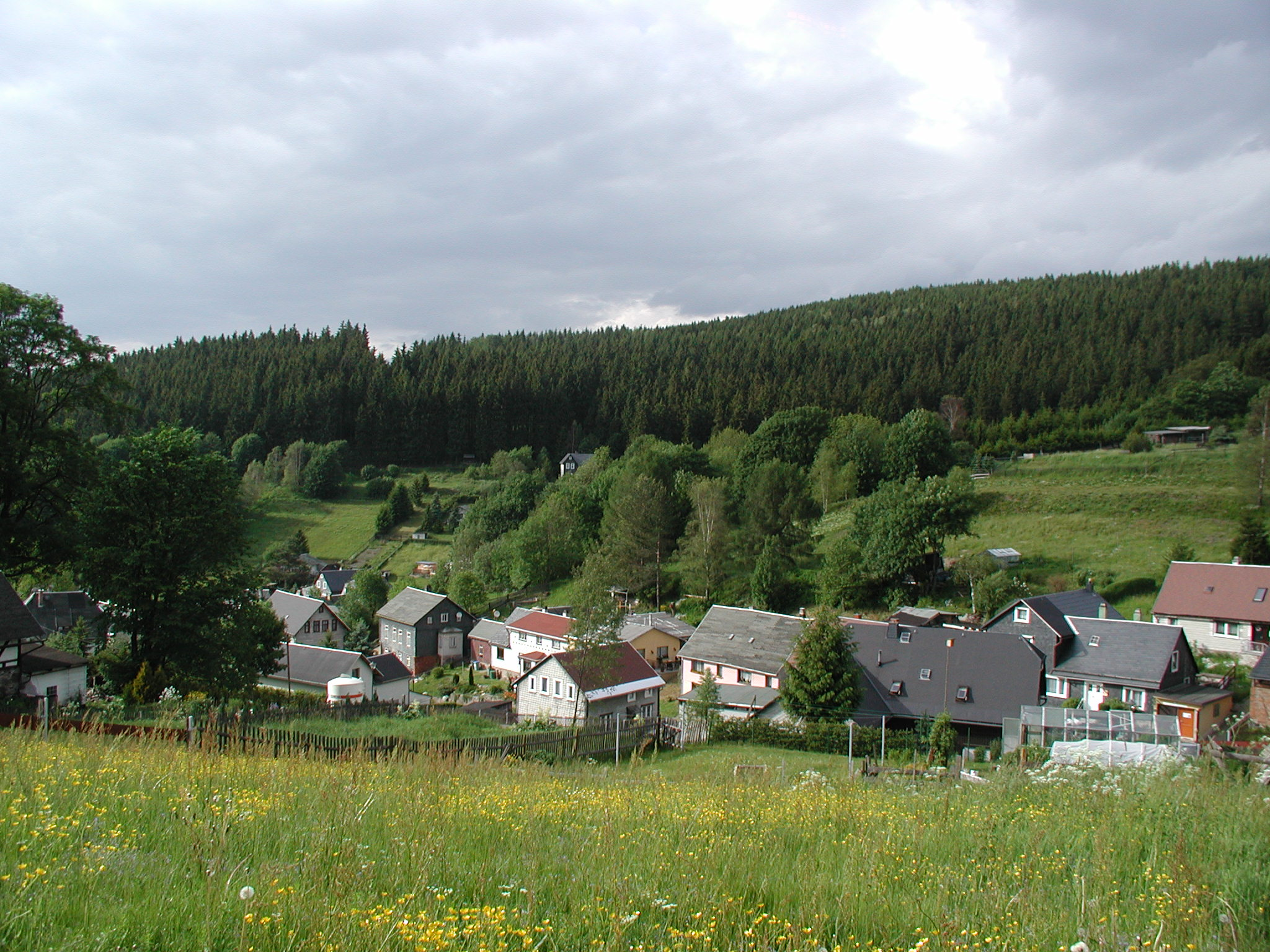
Vedere Stützerbach

## Geologie
Munții din punct de vedere geologic sunt alcătuiți în cea mai mare parte din roci vulcanice ca porfirele sferice de la Falkenstein. De asemenea, sunt cunoscute agatele și formațiunile de cuarț de la Oberhof.

## Pădurea Mică a Turingiei
Pădurea Mică a Turingiei este o înălțime de 692 și se află la sud de râul Hasel cu o structură petrografică asemănătoare care indică apartenența de Munții Pădurea Turingiei.

## Clima
Datorită structurii petrografice și poziției și orientării geografice a munților, în regiune au loc precipitații abundente care determină o acțiune intensă de eroziune ce au generat forme de relief variate. Munții Turingiei prin structura dură a rocilor componente mai în regiunea vârful Schneekopf (978 m), ocupă locul doi ca înălțime după vârful Brocken (1.141,1 m) din munții Harz din Mittelgebirge.